# Василь Кобулей
Василь Кобулей (11 грудня 1919, Солочин, Підкарпатська Русь — 14 січня 1999, Нови Бор, Чехія) — чехословацький військовик, полковник, один з ключових особ Східно-Карпатської операції та Моравсько-Остравської операції.
За заслуги став почесним кавалером ордена Вітчизняної війни 1-го ступеня, чехословацького командорського ордена Яна Жижки, орден Червоної Зірки, чотириразовий кавалер чехословацького бойового хреста від у 1939 р., кавалер ряду інших бойових медалей і нагород.

## Молодість
Народився в Солочині  в Свалявському районі на Підкарпатській Русі в родині поміщика та старости Мигаля Кобулея та його дружини Юлії Кобулей, до шлюбу Білей. Після закінчення школи навчався в технікумі у Вишкові. Після розпаду Чехословацької Республіки в березні 1939 р. він вирішив повернутися додому, а потім виїхати за кордон воювати проти нацизму.

## До вступу в Чехословацьку частину в СРСР.
У зв'язку з окупацією Моравії німецькими військами та ситуацією в Словаччині їздив через Польщу. Через вторгнення Червоної армії до Східної Польщі, він був затриманий радянським прикордонним патрулем і згодом інтернований у концтабір. Після короткого допиту його етапували до м. Дніпропетровськ у Катеринославську тюрму. Тут він був несправедливо засуджений до трьох років каторжних робіт у віці неповних двадцяти років. Через відмовившись підписати вирок, йому негайно збільшили покарання до п'яти років. У в'язниці його тримали до червня 1940 року, де він чистив шибеницю за катом. Після цього він порозумівся з інших ув'язнених завантажували у вагони для худоби, де їх запихали без вентиляції, і відвезли до річка Печора. Літня спека і нелюдські умови готували незліченну кількість в'язнів життя вже під час транспортування. Після прибуття його відправили разом з інших утримували у Воркутинському ГУЛАГу (Воркута́) за полярним колом. Втрати полонених обчислювалися десятками тисяч. Незабаром після прибуття його завантажили на океанський лайнер. В нелюдських умовах він видобував золото, ловив рибу і возив ліс із сибірських лісів. Ось він майже прийшов о життя після нападу ведмедя, який убив його коня. За це він дивом не був страчений після повернення в концтабір. Рятувало його лише те, що він єдиний знав, як керувати і ремонтувати парову машину. Ув'язнення тривало до відправлення на будівництво Транссибірської магістралі.

## Період війни

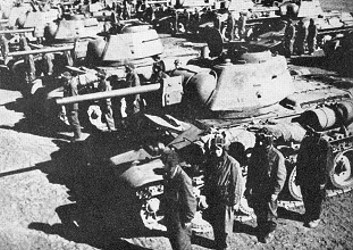
Кінно-танковий батальйон під час фінального параду с Новочоперська.

За угодою між Лондонським урядом у вигнанні та СРСР він був помилуваний і звільнений. У липні 1941 року було офіційно підтверджено відновлення дипломатичних відносин і налагоджено взаємне співробітництво проти нацистської Німеччини. Вищезазначене створило передумови для майбутньої активної мобілізації чехословацької військової частини на території Радянського Союзу під керівництвом підполк. Людвік Свобода. Його формування почалося в Бузулуку біля підніжжя Уралу. Сюди 10-го доставили Василя Кобулея. жовтня 1942 р.  і після призову був зарахований до Танкової академії с За тисячу кілометрів від Тамбо.
Після її успішного завершення він виїхав с інших випускників до Новочоперська, де восени 1943 року прийняв на себе керівництво легендарного танка Лідіце, першим водієм якого став. Йшлося про танк Т-34/76, який в на момент створення належав с найкращі середні танки світу. «Звичайно, ми знали про Лідіце, про яке нам розповідали їх на зборах референтів освіти читаємо о їх в Buzuluk Daily News, вони чули радіо", - сказав Василь Кобулей. «Помститися разом із Червоною Армією за Лідіце, за його жителів, за всі фашистські злочини – з так ми і зайшли танковий батальйон 1. РС. бригада в СРСР, за який треба боротися Київ. Усі – а тим паче наш екіпаж із назвою закатованого села на башті танка. «Полковник проти резерву Василь Кобулей згадав екіпаж «доту», який складався з командира підпоручника Люміра Пісарського та рядових Глеби та Крушинського, потім замість Глеби рядовий Їржі Йовбак. Йозеф Буршик, з яким він формував екіпаж танка «Жижка», згадує, що Василь Кобулей одночасно працював інструктором танкового батальйону.

## Боротьба в 1. ЧС. армійський корпусі
Брав участь у битві за Київ, Битві за Дніпро і найважчі бої за Черняхов, Фастів, Білоу-Церекев, Жашков, де під німецькою бомбою підбитий танк і поранення його екіпажу. Проявлений героїзм приніс йому негайне підвищення в унтер-офіцери та призначення на посаду заступника командира роти з технічної частини. Під час боїв за Дукельський перевал на висоті 534 був підбитий танком Лідіце і він сам, хоча в палаючи просочений дизелем комбінезон, він врятував членів екіпажу, незважаючи на отримані опіки. "IN день 26 відбулася річниця заснування Чехословацької Республіки 1. танкового батальйону з орденами кс. Бойовий Хрест 1939 за діяльність в Карпатсько-князівська операція дес. Мікулаш Кончинський, дес. Василь Кобулей і свобода. Антонін Петерка. " 

## З Василькова до Руди
1-ша чехословацька окрема бригада займала оборону на с Василькова, так що в У грудні 1943 року брала участь у наступі на Білу Церкву. 30. У грудні вона почала наступ на село Руда з метою подолання опору ворога. «Танк LIDICE, який знаходиться в лоба, нещодавно мав розлад в боротися при село Komuna Čajka і так далі, що від він отримав це. OF підпоручик Люмір Пісарський дивиться на вежу, під ним в всередині броні відпочивають навідник рядовий Глеба і зарядний рядовий Крушинський. Ним керує сержант Васька Кобулей, який також є механіком і усуває несправності. в боротися. Має к на жаль, не раз механізм машини «злітає». ”  Незважаючи на зменшення бойової техніки, чехословаки продовжували наступ довгі холодні ночі. Під час бою за Руду вступив у важке зіткнення з групою фашистських середніх танків. Ціною втрат вдалося розбити німецьку колону і звільнити село від краю аж до річки Рось.

## Остравська операція

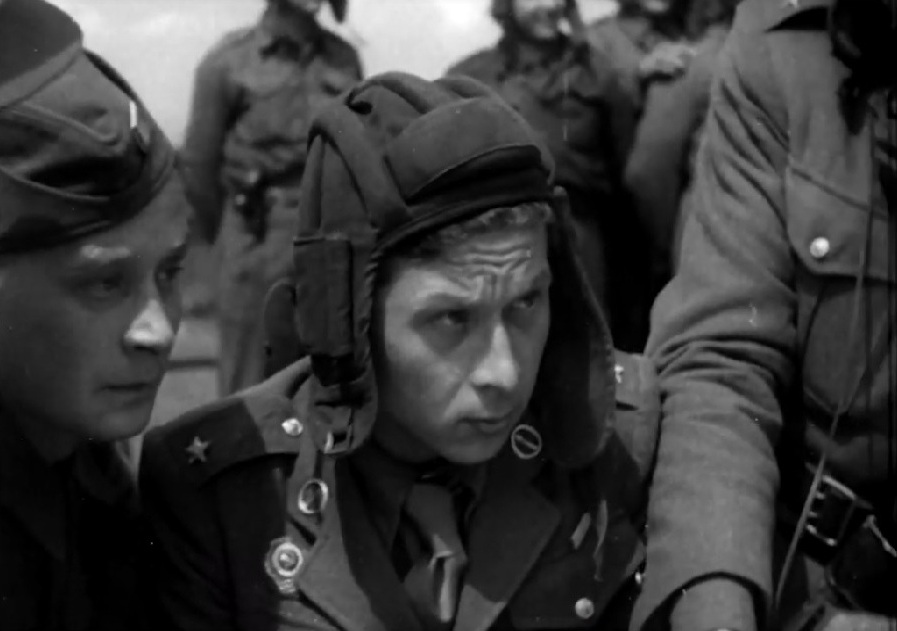
Тактичний збір бойового розгортання на території Чехословаччини, 1945 рік.

Брав участь в Остравській операції вже в звання молодшого лейтенанта. AT другого 2-го танкового батальйону входив до складу комісії, яка ухвалювала рішення про утилізація знищеної бойової техніки від операція. 14.03.1945 р. отримав с кращим водіям танків перед початим підрозділом почесний знак «Відмінний танкіст. «Поки що ніхто з йому не дісталися чехословацькі танкісти. Союзні держави встановили лінію розмежування, яка стратегічно визначила напрямок. Під час боїв за Моравсько-Остравський район зіткнувся з десятками ворожих дивізій, у тому числі танкових і моторизованих частин за підтримки авіації. Після визволення Острави, Опави та Оломоуца був приписаний до швидкої армійської групи, направленої на допомогу Празі, брав участь у Празькій операції. Увечері 8 травня, коли було оголошено про підписання акту капітуляції в Реймс, вони прибули в район Мехолупи. Тим не менш, нацистські частини не поважали офіційних позицій і в на території навколо столиці бої велися до 11 травня. Після звільнення Праги Червоною армією Друга світова війна завершилася. П'ять з останніх восьми танків впали під час важких боїв за Лише три останні прибули до Острави та Праги. Василь Кобулей керував одним із них.

## Військові спогади

### Аудіокниги
Київ – спогади бійців 1-ї чехословацької армії. окремі бригади. Регіональна бібліотека імені Франтішека Бартоша в Зліні: Празький Супрафон, 1983
Київ – спогади бійців 1-ї чехословацької армії. окремі бригади. Празький Супрафон, 2018

### Історичні документи

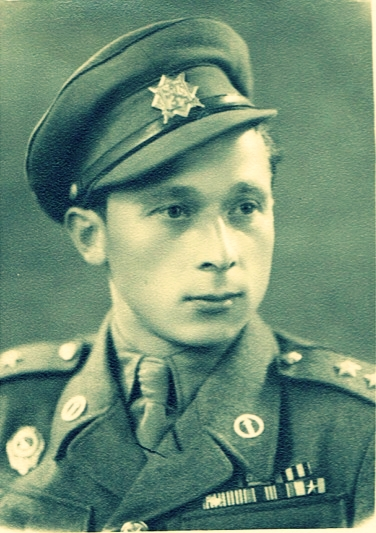
Портрет Василя Кобулея, літо 1945 р. с визволена батьківщина.

Битва за Острава 1945 рік
Безстрашний танкіст Люмір Пісарський

## Повоєнний період
Францев стверджує, що Василь Кобулей відвідав польське поселення Франків і тут 13 числа. У березні 1950 року провів технічний огляд танка Т-34/76 № 311367 LIDICE, який залишився на полі бою Дукель. Визволення відбулося 21 серпня 1950 року, а підполк. Кобулей контролював його транспортування до Танкової академії у Вишкові в Моравії, де танк був відремонтований. Його службова дислокація у Вишкові тривала з 1950 по 1952 рр. Служив також у Страшицях, с Таборе та с пісок. Влітку 1963 року він перевіз свою дружину та дітей до Хамр на Єзере. Раніше на цій же віллі жив легіонер Мирослав Фрост. Короткий час він командує військовим полігоном Ральсько. Під час вторгнення військ Варшавського договору до Чехословаччини служив під 4. танкова база військової частини 7346 у Страж-под-Ральскем. Вранці 21 серпня 1968 року російський лейтенант вимагав зайти в казарму. Полковник Кобулей крикнув російською: «Что вы тут кричите. Стань уважним і доповідай полковнику Варшавського договору! В у 1971 році під тиском подій вийшов на пенсію. У другій половині 1984 року переїхав до Чеської Липи.

### Пам'ятний захід
Після війни брав участь у багатьох заходах пам’яті загиблих товаришів. Щороку був присутній на визвольних урочистостях, виголошував пам’ятні промови для громадськості. В 1955 році, в можливості 10. річниці визволення Острави він привіз двох дочок покійного підполк. Вацлав Шара, техніка 5. танкових рот, під май. Антонін Попович. Той, ділився з ним останніми хвилинами, його смерть під час огляду пошкодженого танка. Сльози наверталися на очі і глибоко зворушені, вони довгі години слухали, як о їх хороброму батькові.

### Лекційна діяльність
«Для всіх бійців, у тому числі й тодішніх молодих офіцерів танкової бригади, знання від фронтових бойових напрацювань, які передали на навчання колишні учасники 1-ї ст. РС. танкових бригад в СРСР – Цильц, Кобулей, Йовбак, Штефано і Валко»  Він також часто організовував дискусії для молоді.

## Сім'я

Василь Кобулей і його нова дружина Рут, 1947 рік.

### Шлюб
Під час травневих святкувань у с Острава в в 1945 році він познайомився з Рут, випускницею реальної гімназії. Через два роки, 23 серпень 1947 р. вінчалися в парафіяльному костелі Відвідин Діви Марії с Ostrava V. – Zábréh. Під час війни Рут була офіцером зв'язку лейтенанта Яна Ушіака, командувача 1-ю чехословацькою армією. партизанська бригада Яна Жижки. Вона виросла в Челадні, тому дуже добре знала місцевість. Вона возила партизанам вісті та харчі. Вона згадувала: «Ліси були повні партизанів. Я дуже боявся, що буду вони не піймали гестапо. Це було заборонено під страхом смертної кари». Вона любила цей край, тому регулярно проводила тут багато часу Василь із родиною.

### Діти і онуки
Дочка Ольга народилася 26 червня 1948 року в с Острава. Син Борис народився 26 числа. Червень 1952 року в Страшицях. За прикладом батька він почав військову кар'єру і досяг такого ж чину. «Я щасливий, що мій син Борис, якого назвав на честь загиблого радянського танкіста моєї зброї, виконує свою чесну службу в нашій армії, бойову спадщину Лідіцького танкового екіпажу та всіх бійців нашої частини, які воювали разом із Радянською Армією за нашу свободу, та за те, щоб Лідіце ніколи не повторилося. ”  У них було шестеро онучок. Від дочок Ольги (1969), Міхаели (1972), Катержини (1977) і Терези (1979). Від Хана сина Кароліни (1985) та Адріана (1988).

## Наприкінці життя

Портрет від онучки Адріани. Акрил на полотні, 2021.

Василь був вірним своїй дружині все життя, вони були знайомі майже 54 роки, і лише його відхід розлучив їх. Згодом Рут залишилося майже 19 років літати поодинці Незважаючи на госпіталізацію у Центральному військовому госпіталі у нього сталася смертельна печінкова недостатність. Трансплантація була неможлива з через похилий вік та поранення на війні. Свій останній спочинок знайшов на Лісовому кладовищі с Новий Бор.

## Порада
- Орден Вітчизняної війни I ступеня
- Орден Червоної Зірки
- Чехословацький командорський орден Яна Жижки з Троцнова

## Почесті
- Нагорода за заслуги
- Нагорода за заслуги в будівництві

## Медаль
- Чехословацький бойовий хрест 1939 року
- другий чехословацький бойовий хрест 1939 р
- третій чехословацький бойовий хрест 1939 р
- четвертий чехословацький бойовий хрест 1939 р
- Медаль «За перемогу над Німеччиною у Великій Вітчизняній війні 1941–1945 рр.».
- Медаль Жукова
- Чехословацька медаль «За відвагу перед обличчям ворога».
- другу чехословацьку медаль «За відвагу перед обличчям ворога».
- Чехословацька медаль «За заслуги» І ступеня
- Пам'ятна медаль Дукеля
- Хрест заслуги міністра оборони Чехії
- Медаль 40-річчя перемоги у Великій Вітчизняній війні
- Медаль 50-річчя перемоги у Великій Вітчизняній війні
- Пам'ятні медалі чехословацької армії за кордоном
- Медаль «За заслуги» о ČSLA I. ступеня
- Медаль «Заслужений борець з фашизмом».
- Медаль за відвагу
- Чехословацька медаль «За заслуги» II ст. ступенів
- Пам'ятна медаль до 20-річчя визволення Чехословаччини
- Пам'ятна медаль Остравської операції
- Медаль «За визволення Праги».
- Пам'ятна медаль до 20-ї річниці Словацького національного повстання
- Пам'ятна медаль 40-річчя визволення Чехословаччини
- Медаль 45 років визволення Києва
- Пам'ятна медаль 10-річчя створення Першого військово-історичного музею М. Мороза [18]
- Срібна медаль Першого військово-історичного музею М. Мороза

## Почесті
Пам'ятник і історія життя були урочисто вшановані Першим військово-історичним музеєм М. Фроста в місті-фортеці Йозефов в Яромержі, який нагородив його трьома медалями за видатний внесок у чеську військову історію. Тоді ж відбулося відкриття вітрини, присвяченої його особистості та бойовим заслугам, яка доступна для відвідувачів в основній експозиції музею.

### зовнішні посилання
- 1. československý armádní sbor
- Československá obec legionářská
- Český svaz bojovníků za svobodu
- Vojenský historický ústav Praha
- První vojensko-historické muzeum čs. legií M. Frosta
- Muzeum letecké a pozemní techniky Vyškov
- Příslušníci čs. jednotek vyznamenaní Medailí Za odvahu
- České vojenství
- Čeští válečníci
- Osobnosti odboje během druhé světové války